# Dassault communication
Dassault communication fut un groupe de presse français propriété de l'industriel Serge Dassault. 

## Historique
En juillet 2001 Dassault communication rachète la Société de presse d'Ile-de-France (Semif) qui édite les journaux hebdomadaires locaux La Gazette du Val d'Oise, Les nouvelles de Versailles et Le Républicain de l'Essonne à France Antilles (groupe Hersant).
Dassault communication contrôlait à 100 % le groupe Valmonde (Valeurs actuelles, etc.) jusqu'en 2006 où il en a vendu 66,6 % à Sud Communication, puis en décembre 2007, sa part restante (selon l'accord convenu en janvier 2006). Depuis septembre 2006, il contrôle à 100 % la Socpresse, qui publie Le Figaro. Serge Dassault a été nommé président de la Socpresse le 8 juillet 2004.
Après le rachat de la Socpresse au groupe Hersant en 2005 par Serge Dassault puis la stratégie désengagement du groupe dans la presse régionale et les magazines pour ne conserver que Le Figaro pour constituer le groupe Figaro, Serge Dassault se défait également des titres qu'il détenait via la holding Dassault communication.

## Titres
- Groupe Valmonde qui comprenait[2] :
  - Valeurs actuelles
  - Le Spectacle du Monde
  - Jours de Chasse, titres cédés à 66 % en janvier 2006 à Sud Communication, puis en 100 % en décembre 2007
  - Le Journal des Finances, intégré au Groupe Figaro en 2005, puis fusionné en 2011 avec le titre Investir du Groupe Les Échos (LVMH)

- la Société des éditeurs des médias d'information franciliens (Semfi hebdos)[2] :
  - les hebdomadaires Les nouvelles de Versailles et La Gazette du Val d'Oise, cédés au Groupe SIPA - Ouest-France[3], et intégré à Publihebdos
  - l'hebdomadaire Le Républicain de l'Essonne, toujours détenu par Semfi hebdos

## Données financières
Chiffre d'affaires 2004 : 27 millions d’Euros + 1,45 milliard d'euros de la Socpresse